# Copa Santiago Pinasco 1905
La Copa Santiago Pinasco 1905 fue el primer torneo organizado por la Liga Rosarina de Fútbol. En 1907 (en la tercera temporada de la Liga), y a partir de la incesante proliferación de clubes, se crearon tres divisiones: primera, segunda y tercera. Fue entonces que la Copa Pinasco se derivó al campeonato de segunda, de la Liga Rosarina de Fútbol. El club que se la adjudicó en ambas ocasiones fue Newell’s, quien fuera invicto en la primera, y superando en dos finales de desempate a Argentino en la segunda. 
Esta copa no sólo aún existe, sino que se ha instaurado como el Trofeo que recibe, simbólicamente, el club que gana el Torneo de Segunda División de la actual Asociación Rosarina de Fútbol.

## Equipos
| Equipo             | Ciudad  |
| ------------------ | ------- |
| Atlético Argentino | Rosario |
| Central Córdoba    | Rosario |
| Newell's Old Boys  | Rosario |
| Provincial         | Rosario |
| Rosario Athletic   | Rosario |
| Rosario Central    | Rosario |

### Distribución geográfica de los equipos
| Región             | Cant. | Equipos                                                                                                |
| ------------------ | ----- | --- |
| Conurbano Rosarino | 6     | Atlético Argentino, Central Córdoba, Newell's Old Boys, Provincial, Rosario Athletic y Rosario Central |

## Tabla de posiciones final
| Pos | Equipo                         | Pts | PJ | G | E | P | GF | GC | Dif |
| --- | ------------------------------ | --- | -- | - | - | - | -- | -- | --- |
| 1º  | Newell's Old Boys              | 17  | 10 | 7 | 3 | 0 | 36 | 5  | 31  |
| 2º  | Rosario Central                | 15  | 10 | 7 | 1 | 2 | -  | -  | -   |
| 3º  | Ferro Carril Córdoba y Rosario | 10  | 10 | - | - | - | -  | -  | -   |
| 4º  | Argentino                      | 8   | 10 | - | - | - | -  | -  | -   |
| 5º  | Rosario                        | 5   | 10 | - | - | - | -  | -  | -   |
| 6º  | Provincial                     | 5   | 10 | - | - | - | -  | -  | -   |

## Resultados
|                   | Resultado |                                | Fecha        |
| ----------------- | --------- | ------------------------------ | ------------ |
| Rosario Central   | 9 - 1     | Rosario                        | 21 de mayo   |
| Newell's Old Boys | 4 - 1     | Argentino                      | 21 de mayo   |
| Rosario Central   | 2 - 0     | Argentino                      | mayo         |
| Newell's Old Boys | 4 - 0     | Provincial                     | 1 de junio   |
| Rosario Central   |           | Provincial                     | junio        |
| Rosario Central   |           | Ferro Carril Córdoba y Rosario | junio        |
| Newell's Old Boys | 1 - 0     | Rosario Central                | 18 de junio  |
| Newell's Old Boys | 4 - 0     | Ferro Carril Córdoba y Rosario | 22 de junio  |
| Newell's Old Boys | 5 - 0     | Argentino                      | 2 de julio   |
| Rosario Central   | 2 - 1     | Rosario                        | julio        |
| Rosario Central   | 4 - 1     | Argentino                      | julio        |
| Newell's Old Boys | 1 - 1     | Rosario                        | 16 de julio  |
| Newell's Old Boys | 4 - 0     | Provincial                     | 23 de julio  |
| Rosario Central   | 1 - 2     | Ferro Carril Córdoba y Rosario | 23 de julio  |
| Rosario Central   | 4 - 2     | Provincial                     | 30 de julio  |
| Rosario Central   | 2 - 2     | Newell's Old Boys              | 13 de agosto |
| Newell's Old Boys | 1 - 1     | Ferro Carril Córdoba y Rosario | 15 de agosto |
| Newell's Old Boys | 10 - 0    | Rosario                        | 20 de agosto |